# History: Ice Road Truckers
HISTORY: Ice Road Truckers, ou simplesmente Ice Road Truckers, é um jogo eletrônico de corrida lançado pela desenvolvedora Slitherine Software para o PlayStation Portable em 11 de março de 2010. O jogo é baseado na série de televisão do canal History Channel Ice Road Truckers.
No game, o player é um motorista que deve guiar grandes veículos de 18 rodas por estradas geladas, mantendo-se dentro do limite de velocidade e evitando o tráfego que se aproxima.